# المرأة المسلسلة VIII
المرأة المسلسة VIII هي مجرة تابعة لمجرة المرأة المسلسلة في كوكبة المرأة المسلسلة. على مسافة تقدر بحوالي	2.7 مليون سنة ضوئية 830,000 kpc. اكتشفت المجرة من قبل هيذر ل. موريسون، بول هاردينغ، ودينيس هيرلي كيلر من جامعة كيس ويسترن ريزيرف، وجورج جاكوبي من مرصد وين في أغسطس 2003. من خلال قياس تزيح نجوم تقع أمام مجرة المرأة المسلسلة، والتي ثبت أن لها سرعات مختلفة عن مجرة المرأة المسلسلة، وبالتالي كانت جزءا من مجرة مختلفة. أندروميدا VIII قريبة من مسييه 32 وهي مجرة إهليلجية تابعة أيضا لمجرة المرأة المسلسلة.
أندروميدا VIII مجرة مشوهة بفعل التفاعل المدي مع مجرة المرأة المسلسلة وتمتد لنحو ~ 10000 فرسخ فلكي وتتحرك المجرة نحو مجرة المرأة المسلسلة بسرعة 204 كم/ث وبسرعة 350 كم/ث بعيدا مسييه 32.

## وصلات خارجية
- SEDS Webpage for Andromeda VIII